# Beatriz Ferrari
Beatriz Ferrari fue una actriz y bailarina clásica argentina. 

## Biografía
Para Beatriz Ferrari su período en la década de oro del cine nacional fue (1949-1957) donde intervino con su ballet en películas musicales como "Mujeres que bailan"(1949) en la famosa escena donde la genial Niní Marshall parodia la Muerte del cisne y en "Las campanas de Teresa" (1957) de Carlos Schlieper protagonizada por una de las divas del cine Laura Hidalgo. 
En televisión ingresó en canal 7 en el año 1952 con su equipo de baile clásico en el show musical "Tropicana Club".
Falleció el 9 de mayo de 2011 en Capital Federal, Buenos Aires, Argentina.

## Filmografía
- "Mujeres que bailan "(1949)
- "Las campanas de Teresa "(1957)

## Programas de TV
- "Tropicana club "(1952) canal 7